# Palazzo Bonaparte (Florence)
Pour les articles homonymes, voir Bonaparte (homonymie).
Le Palazzo Bonaparte (aujourd'hui Hôtel Westin Excelsior) est un bâtiment historique de Florence situé 3 piazza Ognissanti.

## Histoire et description
Il s'agissait à l'origine une propriété comprenant un palais avec des décorations murales. C'est probablement une partie de ce bâtiment que Caroline Bonaparte la veuve de Joachim Murat, déjà roi de Naples, a acheté en 1832.
En 1927, peu de temps après une rénovation de l'intérieur, l'hôtel était déjà connu dans la ville sous le nom d'Hôtel Excelsior. À cette époque, dans les années entre 1927 et 1930, a été conçue la décoration de l'intérieur des espaces, dont il reste l'immense verrière du salon et les fenêtres de la salle à manger, et deux fresques avec des scènes allégoriques.
1951 est la date à laquelle est réalisé le projet du jardin sur le toit. Il est actuellement le foyer de l'hôtel Westin Excelsior.

## Célébrités
Parmi les clients célèbres de l'hôtel, certains des plus illustres noms du XXe siècle, d'Arthur Rubinstein à Charlie Chaplin, de Françoise Sagan à Orson Welles en passant par Henry Ford.

## Images

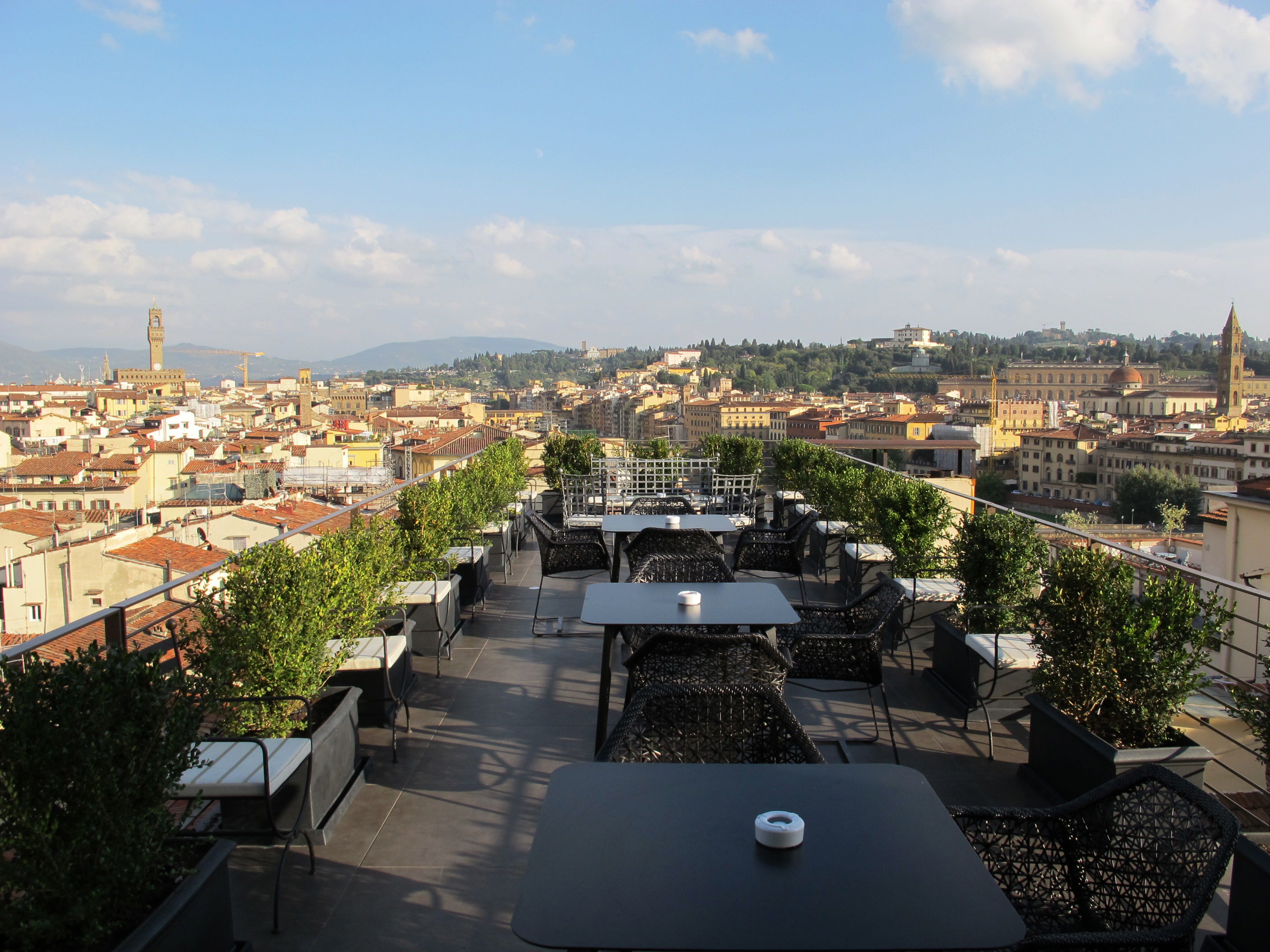
La terrasse
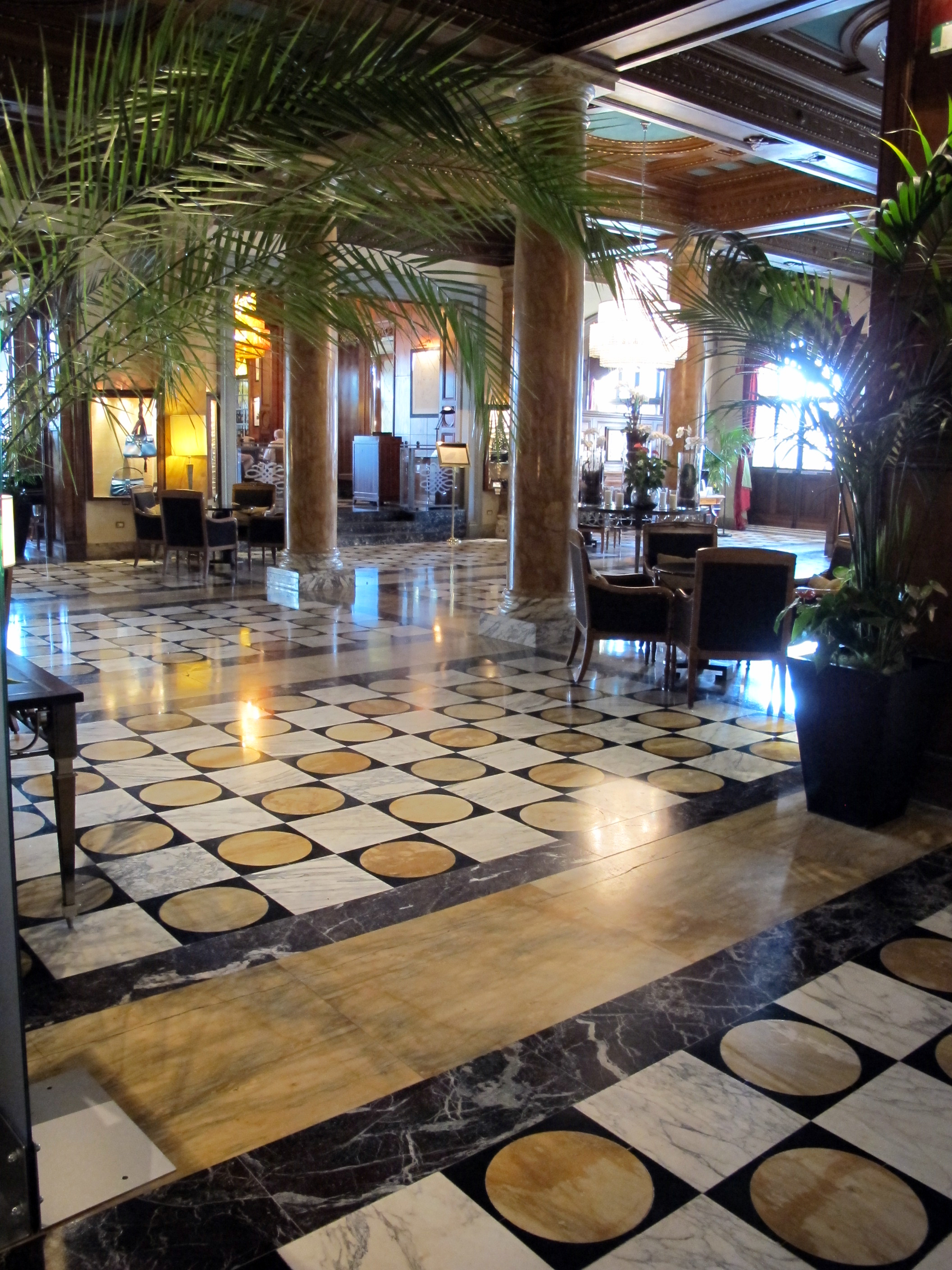
Hall